# The Astronomy and Astrophysics Review
The Astronomy and Astrophysics Review (nach ISO 4 abgekürzt Astron. Astrophys. Rev. oder A&AR) ist eine wissenschaftliche Fachzeitschrift, die Übersichtsartikel zu allen Bereichen der Astronomie und Astrophysik veröffentlicht. Zu den erfassten Bereichen gehören auch die Physik der kosmischen Strahlung, Studien des Sonnensystems, Astrobiologie, Entwicklungen in Labor- oder Teilchenphysik mit direktem Bezug zur Astronomie, Instrumentenentwicklung, Rechen- und statistische Methoden mit speziellen Anwendungen in der Astronomie, und andere Themen mit Bedeutung für Astronomie und Astrophysik.
A&AR erscheint seit 1989 mit einem Band jährlich. Die Artikel sind auch elektronisch abrufbar. Im Jahr 2013 war der Impact Factor laut den Journal Citation Reports des Institute for Scientific Information 13,312.